# 黄鼠狼威索

左邊是威索，右邊是班布。

《黃鼠狼威索》（英語：I Am Weasel）是一部美國動畫，原創者為大衛·費斯，在卡通頻道播映。從1997年到2000年，黃鼠狼威索脫離了雞與牛，成為一部獨立的動畫，而雞與牛中的其他角色也時常出現在這部動畫中。

## 角色
- 威索（Weasel）
配音：Michael Dorn（美國）；趙明哲（台灣）
  - 黃鼠狼，聰明又多才多藝的天才人物，從鋼琴到哲學等專業技藝與知識無一不精，通常也是劇集中唯一的勝利者。

- 班布（Baboon）
配音：Charlie Adler（美國）；孫德成（台灣）
  - 狒狒，脾氣暴臊智商又低落的笨蛋，而且有很多語法錯誤（正如他把名字中的I.R.）。嫉妒威索，認為自己比他聰明而常常找威索比試，但下場都是被慘電，有藝術鑑賞天賦。
  - 班布只穿一件T恤，上面倒寫著"I. R."（我乃）。紅屁股經常被人笑話。
  - 幹蠢事或鬧笑話時背景會有猿猴吠叫的罐頭音效，嘲笑班布原始愚笨。

- 沒穿褲子先生（The Red Guy）
配音：Charlie Adler（美國）；趙明哲（台灣）
  - 是位全身紅通通的惡魔，但也被認為是愚蠢的惡魔。
  - 身為永遠的反派角色，總會以各種形象登場，但始終維持著奉承、滑稽又感到厭惡卻充滿吸引力的言行舉止。
  - 在雞與牛亦有登場。
  - 威索給了他一個新的口頭禪："大家好！我又來了！"（Hello!! It's me!）。

## 外部連結
- 黃鼠狼威索[永久]在卡通數據庫上的資料